# Nationaal Onderduikmuseum
Het Nationaal Onderduikmuseum (voorheen Markt 12 - Euregionaal Museum voor de Vrijheid) in Aalten is een onderduik- en verzetsmuseum. Het museum belicht het dagelijks leven tijdens de Tweede Wereldoorlog en de persoonlijke keuzes die men destijds moest maken. De nadruk ligt daarbij op onderduiken in bezettingstijd, mede omdat Aalten tijdens de bezettingstijd relatief veel onderduikers onderdak verschafte.

## Missie

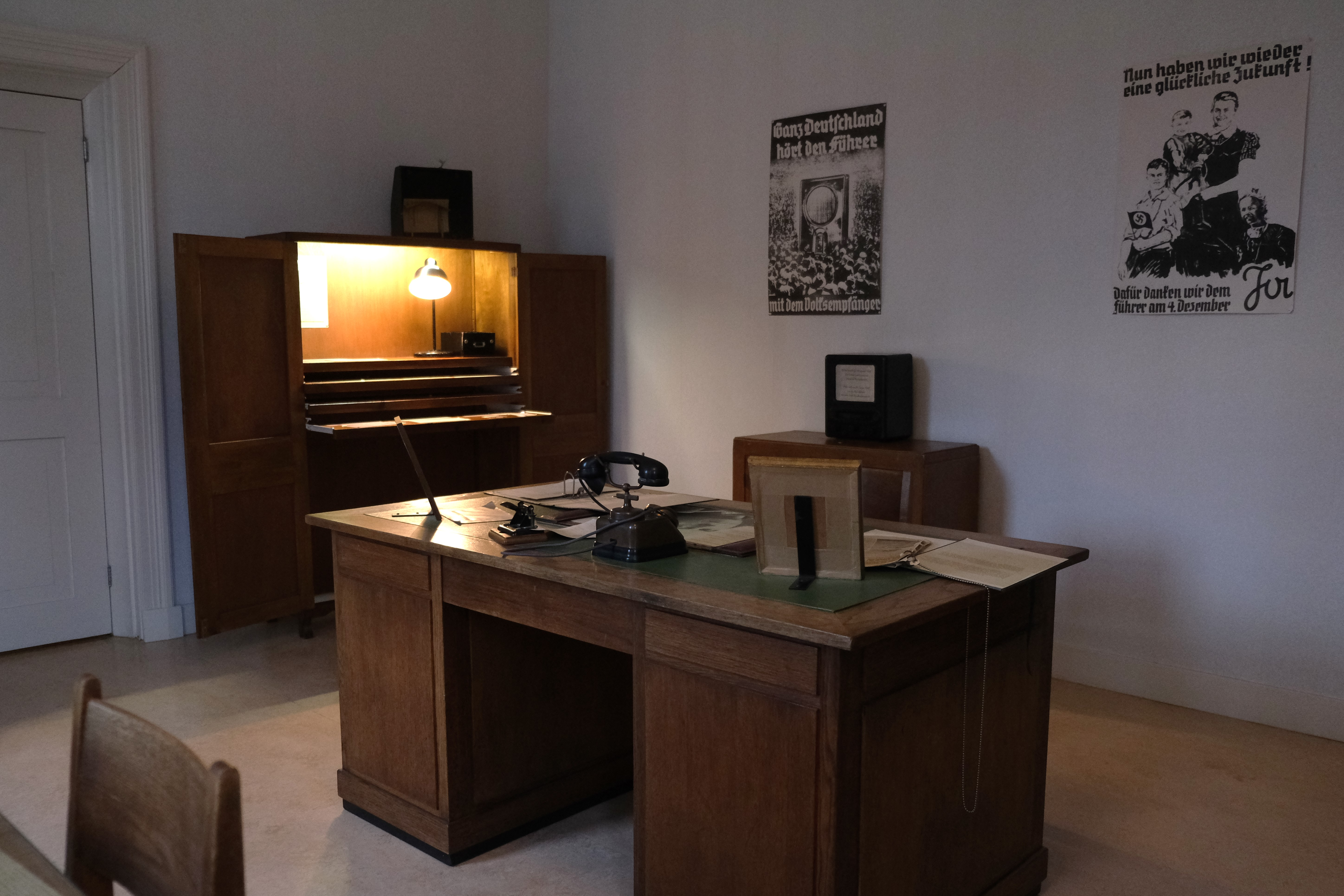
Bureau van de Ortskommandant

Het Nationaal Onderduikmuseum wil bezoekers, jong en oud, aanzetten tot reflectie en bezinning op verschijnselen als racisme, fascisme en discriminatie in het verleden, heden en mogelijk ook in de toekomst. Mede vanwege de grensligging streeft men ernaar de euregionale contacten tussen Duitsers en Nederlanders te bevorderen, door kennis te nemen van elkaars geschiedenis tijdens de jaren veertig van de 20e eeuw, waarop talloze vooroordelen zijn geworteld. Ontmoetingen tussen Duitse en Nederlandse scholieren worden door het museum om die reden, via een tweetalige presentatie en tweetalige lespakketten, gestimuleerd.
De verzameling bestaat uit een illegale drukkerij, onderduikruimte, schuilkelder, wapens, egodocumenten, uniformen, propagandamateriaal, documenten, foto's en andere voorwerpen die een indruk geven van het dagelijks leven en de (vaak lastige) keuzes die mensen moesten maken in die tijd. Het optekenen van getuigenissen en het vertellen van persoonlijke verhalen staat centraal.
Met wisselexposities wordt ingehaakt op de thema's van het museum. Voor kinderen zijn speurtochten beschikbaar. Naast lespakketten voor scholieren zijn er routes en rondleidingen op afspraak.

## Huisvesting

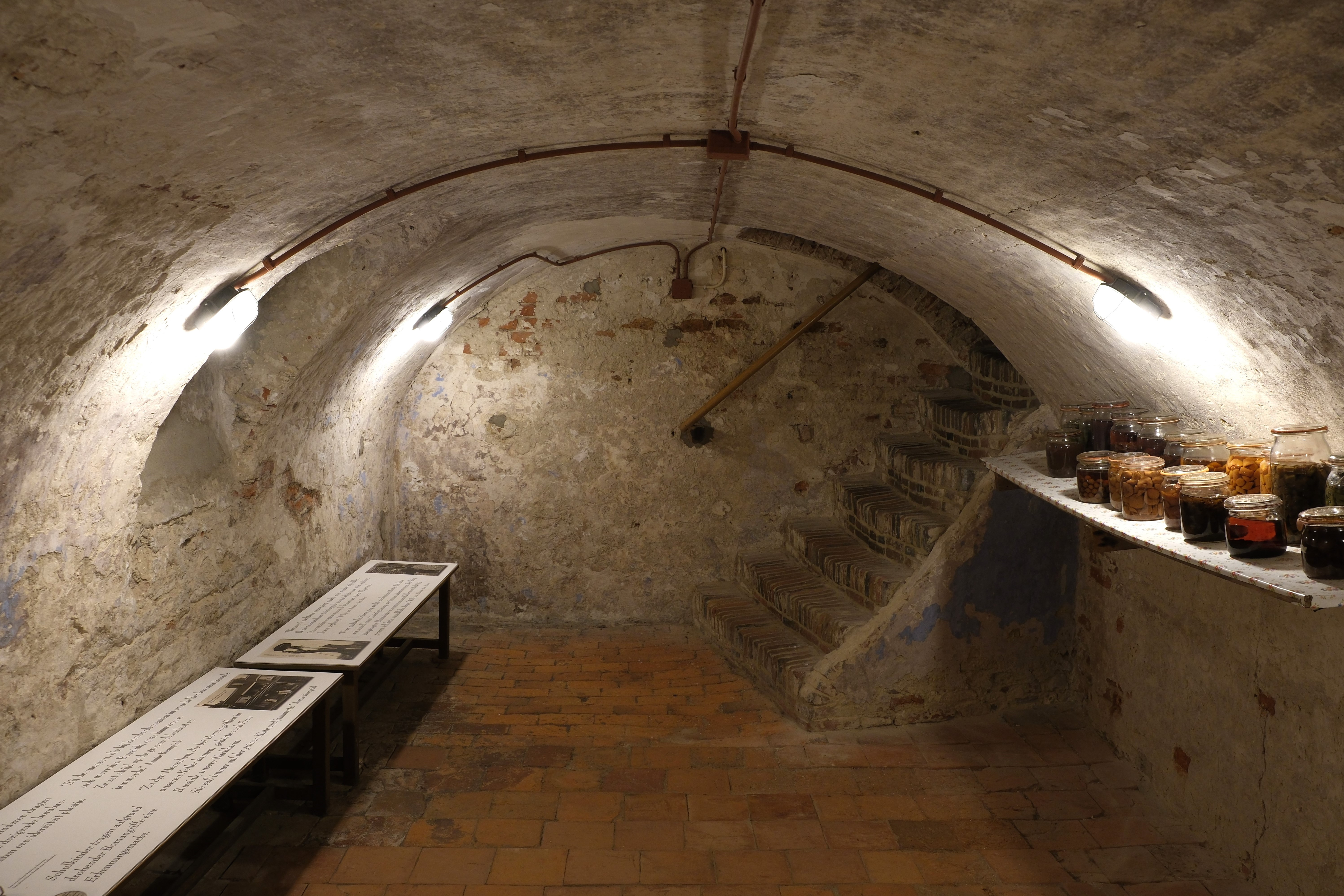
Schuilkelder

De oorspronkelijke naam van het museum, Markt 12, verwijst naar het adres van het pand waarin het gevestigd is, een voormalig woonhuis en rijksmonument. Het pand is teruggebracht in de staat waarin het verkeerde tijdens de Tweede Wereldoorlog.
Het huis werd tijdens de bezettingsjaren bewoond door de familie Kempink, een gezin met twee jonge kinderen. Op de zolder is nog de plek aanwezig waar acht onderduikers waren verstopt. Vanwege de centrale ligging in het dorp had de Duitse Ortskommandant zijn bureau gevestigd in de voorkamer van hetzelfde huis. De gewelfde kelder was tijdens bombardementen een schuilplek voor de hele buurt.

## Oprichting

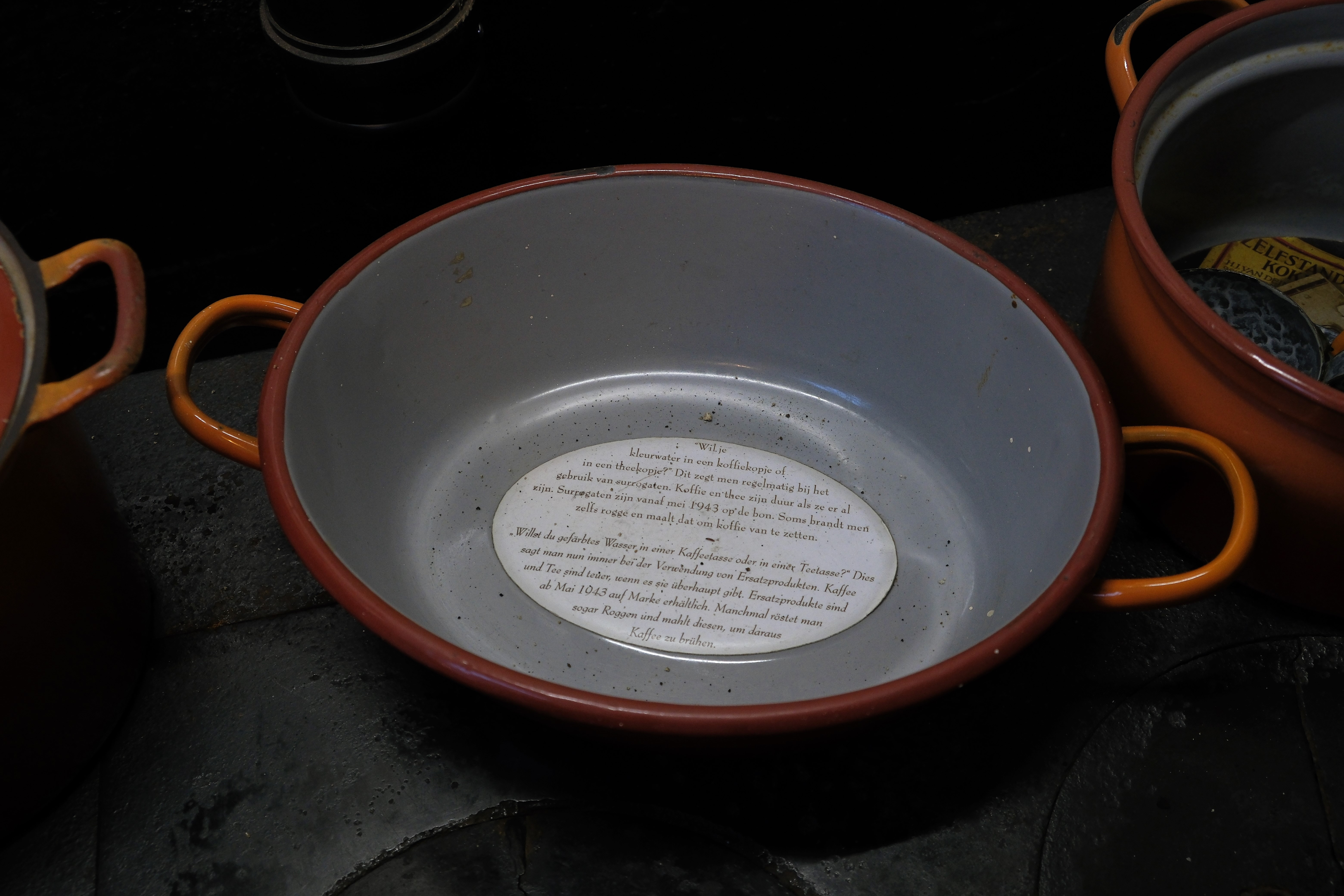
Informatie in een pan

Eind jaren negentig van de vorige eeuw bestonden er in Aalten al plannen om het pand naast museum Frerikshuus te kopen van de familie Kempink, om er een museum over verzet en onderduik in de Achterhoek te vestigen. In 2001 keurde de euregio Enschede-Gronau de projectaanvraag Interreg IIIA-project ‘Vreemdelingenhaat/racisme – verleden en toekomst’ goed.
Gedurende vier jaren werd er samengewerkt met ruim 40 instituten, samenwerkingsverbanden, organisaties en bedrijven. In de projectgroep Educatie Markt 12 waren vanuit het onderwijs vertegenwoordigd het Schulamt für den Kreis Borken, Amt für Kultur und Öffentlichkeitsarbeit, Kreis Borken, Landschaftsverband Westfalen-Lippe (Abteilung 70 Kulturpflege) te Münster, Volkshochschule Borken en het middelbaar en lager onderwijs in de Achterhoek. Ook werd samengewerkt met de Lernwerkstatt te Bocholt.
Voor het concept en uitvoering werd samengewerkt met Bureau Marcelwoutersontwerpers te Eindhoven (interactief ontwerp inrichting), Frappant Aalten (website en grafisch ontwerp), de Stichting Gelders Erfgoed in Zutphen en de Anne Frank Stichting te Amsterdam. Verder werd samengewerkt met het Anne Frank Zentrum in Berlijn, Ministerie van Volksgezondheid, Welzijn en Sport en het Nederlands Instituut voor Oorlogsdocumentatie (NIOD) in Amsterdam. Lokaal waren banden met de synagogen in Aalten en Winterswijk en de Stichting Vrienden van Kolle Kaal.
De opening, door de Regierungspräsident van Münster en de commissaris van de Koningin in Gelderland, vond plaats op 3 december 2004. Ruim 300 genodigden uit Duitsland en Nederland waren aanwezig.

## Organisatie
Het Nationaal Onderduikmuseum valt bestuurlijk gezien onder de Vereniging Aaltense Musea. Het is een nonprofit-organisatie met een culturele ANBI-status. Het bestuurlijk proces is in handen van een bestuur, dat bestaat uit leden die deze functie onbezoldigd vervullen. Het bestuur van het museum delegeert een groot deel van haar taken aan de directeur. Het bestuur blijft wel volledig verantwoordelijk en vervult een toezichthoudende functie. De directeur wordt parttime ingehuurd. Bij de vereniging zijn twee parttime medewerkers in loondienst voor schoonmaak/administratie/secretariaat. Daarnaast wordt een medewerker ingeleend via een WSW-instelling. Het grootste deel van de werkzaamheden wordt uitgevoerd door ongeveer 130 onbezoldigde vrijwilligers.

## Escaperoom
Op 12 mei 2017 werd in het museum een escaperoom geopend. In deze escaperoom kunnen deelnemers ervaren hoe het is om in een benarde situatie op elkaar te moeten vertrouwen. Nadat de escape room op slot gaat is het de bedoeling dat men zich binnen een uur weet te bevrijden uit die benarde situatie door het oplossen van verschillende dilemma's, puzzels en geheimschriften.
Het idee voor de escaperoom Aalten kwam voort uit de vraag van het Nationaal Onderduikmuseum aan theatermakers Theo Soontiëns en Caro Wicher of het mogelijk zou zijn de situatie van onderduikers en vluchtelingen voelbaar en inzichtelijk te maken, vooral richting jeugd.